# Гастроентеритис
Гастроентеритис је упала гастроинтестиналног тракта, која захвата желудац и танко црево и као последица се јавља акутни пролив. Упала је проузрокована најчешће инфекцијом вирусима или ређе бактеријама, њиховим токсинима, паразитима, или нежељеним реакцијама на храну или лекове. Широм света, од неадекватног лечења гастроентеритиса умире 5 до 8 милиона људи годишње, и то је водећи узрок смрти код одојчади и деце испод 5 година.
Најмање 50% случајева гастроентеритиса изазваних храном узрокује норовирус. Још 20% случајева укупно и већина тешких случајева код деце, је узроковано ротавирусом. Остали значајни вирусни агенси су аденовирус и астровирус.
Различите врсте бактерија могу изазвати гастроентеритис, укључујући салмонелу, шигелу, стафилокок, кампилобактер јејуни, клостридије, ешерихија коли, јерсинија и други. Извори инфекције су најчешће неадекватна припрема хране, подгрејана јела од меса, морских плодова, млека и пекарски производи. Сви узрочници узрокују симптоме који се мало разликују међусобно, али сви узрокују пролив. Колитис, запаљење дебелог црева, такође може бити присутан.
Фактори ризика су конзумирање неправилно припремљене хране или контаминиране водом и путовање или боравак у областима лоших хигијенских услова. Такође је уобичајено да се купачи у рекама заразе у време кише, као резултат спирања контаминиране воде.
Основа надзора је одговарајућа хидратација. Код блажих и умерених случајева ово се може прописно постићи применом оралног рехидратационог раствора. Код тежих случајева би могла бити потребна примена течности интравенски. Гастроентеритис првенствено погађа децу и оне, у земљама у развоју.

## Историјат
Пре 20. века, термин „гастроентеритиса“ није се често користио. Оно што се сада дијагностикује као гастроентеритис можда је уместо тога дијагностиковано прецизније, као тифус или колера, или мање конкретно као „цревни грип“, „колика“, или осталим архаичним именима за акутну дијареју. Историчари, геналози, и други истраживача треба да имају у виду да је гастроентеритиса дискретна дијагноза од релативно недавно.

## Епидемиологија
На годишњем нивоу у целом свету се процењује да има од три до пет милијарди случајева гастроентеритиса, који у првом реду погађају децу и становнике земаља у развоју. То је довело до 1,3 милиона смртних случајева код деце млађих од пет година у 2008. години, са тим да се већина дешавала у најсиромашнијим земљама света. Више од 450.000 смртних случајева је изазвано ротавирусом код деце млађих од 5 година. Колера узрокује око три до пет милиона случајева болести, и годишње убија око 100.000 људи. У земљама у развоју деца млађа од две године често имају шест или више зараза годишње које као резултат имају клинички тешке гастроентеритисе. Ређе се јавља код одраслих, делом због развоја стеченог имунитет.
Године 1980. је гастроентеритис свих узрочника, узроковао 4,6 милиона смртних случајева код деце, од којих се већина догодила у земљама у развоју. Стопа смртности се значајно смањила (на око 1,5 милиона смртних случајева годишње) до 2000. године, у великој мери због увођења и ширења употребе терапије оралне рехидратације. У САД, заразе које узрокују гастроентеритис су по заступљености друге по реду (после обичне прехладе), и као резултат имају између 200 и 375 милиона случајева акутног пролива и око десет хиљада смртних случајева годишње, од који су од 150 до 300 смртних случајева код деце млађе од пет година.

## Етиологија

### Инфективни гастроентеритис
Инфективни гастроентеритис може бити узрокован бројним врстама бактерија и вируса. Важно је дијагнозу инфективних гастроентеритиса посматрати као дијагнозу per exclusionem. Више течних столица и повраћање могу бити резултат системских инфекција, као што су упала плућа, септикемија, инфекција уринарног тракта, па чак и менингитис. Хируршка стања као што су упала слепог црева, инвагинација и ретко Хиршпрунгова болест може да доведе у заблуду лекара. Ендокрини поремећаји (нпр. тиреотоксикоза и Адисонова болест) су поремећаји који могу да изазову пролив. Такође треба искључити инсуфицијенцију панкреаса, синдром кратког црева, Виплову болест, целијакију и злоупотребу лаксатива.
Вируси (посебно ротавирус) и бактерије ешерихија коли (Еscherichia coli) и врсте кампилобактера (Campylobacter) су примарни проузроковачи гастроентеритиса. Међутим, постоје и многи други инфективни агенси који могу изазвати овај синдром. Повремено се срећу неинфективни проузроковачи, али је њихова вероватноћа много мања у односу на вирусну или бактеријску етиологију. Ризик од инфицирања је већи код деце због њиховог слабијег имунитета као и због релативно лоше хигијене.

#### Вирусни гастроентеритис
Вируси изазивачи гастроентеритиса су ротавирус, норовирус, аденовирус, и астровирус. Ротавирус је најчешћи узрочник гастроентеритиса код деце, и има сличну стопу појављивања како у развијени тако и у свету у развоју. Вируси узрокују око 70% епизода инфективне дијареје у педијатријској старосној групи. Ротавирус је мање уобичајен проузроковач код одраслих, услед стеченог имунитета.
Норовирус је водећи узрочник гастроентеритиса међу одраслима у Америци, изазивајући више од 90% случајева. Ове локализоване епидемије се типично дешавају онда када групе људи проводе време физички веома близу једни других, као што је то случај на бродовима за крстарење, у болницама или у ресторанима. Људи могу да остану инфективни чак и по престанку дијареје. Норовирус је узрочник око 10% случајева код деце.
Вируси не реагују на антибиотике и оболелој деци обично треба неколико дана за опоравак. Деца примљена у болницу са гастроентеритисом се понекад тестирају на ротавирус и норовирус, што је изузетно инфективни агенс и захтева посебне процедуре и изолацију да би се избегао пренос на друге пацијенте. Друге методе, електронска микроскопија и полиакриламидном гел-електрофорезом, служе у истраживачке сврхе.

#### Бактеријски гастроентеритис
У развијеном свету Campylobacter jejuni је примарни узрочник бактеријског гастроентеритиса, од чега је половина случајева повезана са изложеношћу живини. Код деце су бактерије узрочници у око 15% случајева, при чему су најуобичајнији типови Escherichia coli, Salmonella, Shigella, и Campylobacter врсте. Када храна контаминирана бактеријама остане на собној температури неколико сати, бактерије се умножавају и повећан је ризик од инфицирања код оних који конзумирају ту храну. У храну која се обично повезује са болешћу спадају сирово или недовољно кувано месо, пилетина, морски плодови и јаја; сирове клице; непастеризовано млеко и меки сиреви; сокови од воћа и порћа. У свету у развоју, посебно у подручју субсахарске Африке и Азије, колера је уобичајени узрочник гастроентеритиса. Ова инфекција се обично преноси путем контаминиране воде или хране.
Токсични Clostridium difficile је један важан узрочник дијареје код старијих. Деца могу да буду носиоци ових бактерија без развијања симптома. Ово је чест узрочник дијареје код оних који су хоспитализовани и често се повезује са употребом антибиотика.  инфективна дијареја се такође може јавити код оних који су користили антибиотике. „Путничка дијареја“ је обично један тип бактеријског гастроентеритиса. Чини се да лекови за смањење секреције желудачне киселине повећавају ризик од теже инфекције након изложености извесном броју микроорганизама, укључујући Clostridium difficile, Salmonella, и Campylobacter врсте. Ризик је већи код оних који узимају инхибиторе протонске пумпе него код оних који користе антагонисте Х2 рецептора.

#### Паразитарни гастроентеритис
Известан број протозоа може узроковати гастроентеритис – најчешће је то Giardia lamblia – али се укључују и врсте Entamoeba histolytica и Cryptosporidium. Као група, ови агенси обухватају око 10% случајева код деце. Гиардија (Giardia) се чешће јавља у свету у развоју, али овај етиолошки агенс проузрокује ову врсту болести скоро свуда у истом степену. Чешће се јавља код особа које одлазе на путовања у подручја са високом преваленцом, код деце која похађају дневни боравак (обданиште), код мушкараца који ступају у сексуалне односе са мушкарцима, и после неких катастрофа.

#### Путеви преношења заразе код инфективног гастроентеритиса
Пренос се може јавити путем контаминиране воде, или када људи деле личне предмете. У местима са влажном и сувом климом, квалитет воде се обично погоршава током влажне сезоне, и ово се повезује са временом епидемије. У подручјима у свету са умереним годишњим добима, инфекције су чешће зими. Исхрана беба на флашицу, са непрописно стерилисаним флашицама, је значајан узрок на глобалној скали. Брзина преноса је такође у вези са лошом хигијеном, посебно међу децом, у многочланим домаћинствима, и код оних са претходно постојећом лошом ухрањеношћу. После развијања толеранције, одрасли могу носити одређене микроорганизме без постојања знака или симптома, па су они природни резервоар заразе. Док се неки агенси (као што је Shigella) јавља само код примата, други се могу јавити код широком спектра животиња (као што су Giardiа).

### Неинфективни облик гастроентеритиса
Постоји низ незаразних узрока упале гастроинтестиналног тракта. Неки од чешћих укључују лекове (као НСАИЛ), неке намирнице као што су лактоза (код оних који имају нетолеранцију), и глутен (код оних са целијакијама). Кронова болест је такође неинфективни извор (често тешког) гастроентеритиса. Секундарно обољење на токсине се такође може јавити. Нека стања везана за исхрану где се јавља мучнина, повраћање, пролив укључују: цигуатерско тровање, због конзумирања контаминиране предаторске рибе, скомброид у вези са потрошњом одређених врста покварене рибе, тетродотоксинско тровање због конзумације фугу рибе, између осталог, и ботулизам обично због лошег чувања хране.

## Патофизиологија
Гастроентеритис се дефинише као повраћање или пролив, због инфекције танког или дебелог црева. Промене код танког црева су обично неинфламаторне, док су оне код дебелог црева запаљењске. Број патогена потребних да изазове инфекцију варира од неколико, као један (за Cryptosporidium) до чак 108 (за Vibriо cholerае).

## Клиничка слика
Гастроентеритис често укључује бол или грчеве у стомаку, пролив и/или повраћање са неинфламаторном инфекцијом почетног танког црева, и инфекцијом или запаљењем дебелог црева. Пролив је чест и може бити праћен повраћањем. Вирусни пролив обично изазива честе водене столице, а крв у столици може указати на бактеријски колитис. У неким случајевима, чак и када је празан желудац, сама жуч може бити повраћана. Дете са гастроентеритисом може бити летаргично, пати од недостатка сна, има благо повишену телесну температуру, има знаке дехидрације (сува слузокожа), тахикардија, смањен тургор коже, бледило коже, улегле фонтанеле, увучене очне јабучице, очи се пресијавају, лоша је перфузија и у најтежим стањима јавља се шок.
Стање је обично акутно од самог почетка, обично траје 1-6 дана, и самоограничавајуће је.
- мучнина и повраћање
- пролив
- губитак апетита
- грозница
- главобоља
- надутост
- болови у стомаку
- абдоминални грчеви
- крвава столица (дизентерија - указује на инфекцију амебама, кампилобактером, салмонелом, шигелом или неким патогеним сојевима ешерихије коли)[44]
- несвестица и слабост

За гастроентеритис је карактеристична истовремена појава дијареје и повраћања, или мање уобичајено, појава само једног или другог. Абдоминални грчеви такође могу бити присутни. Знаци и симптоми обично почињу 12-72 часа након инфицирања инфективним агенсом. Уколико је вирусног порекла, до оздрављења долази у року од недељу дана. Неки вирусни проузроковачи се такође повезују са појавом грознице, замора, главобоље, и болом у мишићима. Код када је столица крвава, мања је вероватноћа да је узрочник вирусног порекла, односно, највероватније је бактеријског. Неке бактеријске инфекције праћене су јаким абдоминалним болом и могу потрајати неколико недеља.
Деца заражена ротавирусом се обично у потпуности опорављају за три до осам дана. Међутим, у сиромашним земљама је често недоступна терапија за теже случајеве инфекције, па је уобичајена појава упорне дијареје. Дехидратација је уобичајена компликација дијареје, па дете са израженим степеном дехидратације може имати продужено капиларно пуњење, слаб тургор коже и ненормалан ритам дисања. Повратне инфекције се типично јављају у подручјима где је лоша хигијена, потхрањеност (неправилна исхрана), и закржљали раст, што може резултовати дуготрајним застојем когнитивног развоја.
Реактивни артритис се јавља код 1% људи након инфекција изазваних Campylobacter врстама, а Гијен-Бареов синдром код 0,1% људи. Хемолитички уремијски синдром (ХУС) се може јавити услед инфекције шига токсином - кога продукују ''Escherichia coli бактерије или Shigella врсте, доводећи до смањеног броја тромбоцита, ослабљене функције бубрега, и смањење броја еритроцита (услед њихове разградње). Деца имају веће предиспозиције за добијање ХУС-а него одрасли. Неке вирусне инфекције могу да изазову дечије бенигне епи-нападе.

## Дијагноза
Гастроентеритис се обично дијагностикује клинички, на основу знакова и симптома оболелог. Утврђивање тачног узрока обично није потребно, јер не мења стање. Међутим, културе столица треба да се обављају код оних са крвљу у столици, код оних, који су можда били изложени тровању храном, и оних, који су недавно путовали у земље у развоју. Дијагностички тестови такође могу да се ураде ради надзора. Пошто се хипогликемија јавља у око 10% одојчади и мале деце, мерење серума глукозе у овој популацији се препоручује. Електролити и бубрежне функције такође треба проверити када постоји забринутост због тешке дехидратације.

### Процена губитка течности
Утврђивање да ли особа има дехидратација је важан део процене, где се дехидратација обично дељи на благу (3-5%), умерену (6-9%) и тешку (≥ 10%). Код деце, најпрецизнији знаци умерене или тешке дехидратације су продужено капиларно пуњење, сиромашни тургор коже, и абнормално дисање. Остали корисни налази (када се користе у комбинацији) су упале очи, смањена активност, недостатак суза, и сува уста. Нормална количина урина и орални унос течности је охрабрујући. Лабораторијско испитивање је од мале клиничке користи у одређивању степена дехидратације.

### Диференцијална дијагноза
Други потенцијални узроци знакова и симптома који имитирају оне виђене код гастроентеритиса које треба искључити, укључују апендицитис, волвулус, инфламаторну болест црева, инфекције уринарног тракта , и дијабетес мелитус. Инсуфицијенцију панкреаса, синдром кратких црева, Виплову болест, целијакије и претерано коришћење лаксатива такође треба размотрити. Диференцијална дијагноза може бити нешто компликованија ако особа има само повраћање или дијареју (уместо обоје).
Апендицитис се може јавити са повраћањем, болом у стомаку, као и благом дијарејом у до 33% случајева. Ово је у супротности са тешком дијарејом што је типично за гастроентеритис. Инфекције плућа или уринарног тракта код деце могу изазвати повраћање или пролив. Класична дијабетичка кетоацидоза (ДКА) се јавља са боловима у стомаку, мучнином и повраћањем, али без дијареје. Једно истраживање показало је да 17% деце са ДКА су првобитно дијагностиковани као гастроентеритис.

## Терапија
Циљ лечења је да се замени изгубљена течност и електролити. Орална рехидрација је најпожељнији третман надокнаде течности и електролита изазваних дијарејом код деце са лаком и умереном дехидрацијом.
Гастроентеритис је обично акутна и самоизлечива болест, која не захтева терапију. Најбоље лечење код оних са благом или умереном дехидратацијом је орална рехидратациона терапија. (ОРТ). Метоклопрамид и / или Ондансетрон, међутим, може бити од помоћи код неке деце, а бутилскополамин је користан у лечењу болова у трбуху.

### Надокнада течности
Примарни третман гастроентеритиса код деце и одраслих је рехидратација, односно надокнада воде и електролита изгубљених у столицама. Ово се најбоље постиже давањем оралне рехидратационе терапије (ОРТ), мада се то може постићи и интравенским путем, ако је потребно у случају снижења свести или илеуса. Утврђено је да је орална рехидратациона терапија заснована на комплексним угљеним хидратима израђених од пшенице или пиринча супериорна у односу терапију засновану на глукози.
Слатка пића као што су безалкохолна пића и воћни сокови се не препоручују током гастроентеритиса код деце испод 5 година јер могу да погоршају пролив. И обична вода се може користити ако је специфична ОРТ недоступна или непријатног укуса.

### Хигијенско дијететски режим
Препоручује се да се са дојењем одојчади настави на уобичајен начин, а да бебе које се хране формулом наставе са својом формулом одмах након терапије оралне рехидратације. Обично нису неопходне формуле без лактозе или са смањеном лактозом. Деца треба да наставе са својом уобичајеном исхраном током епизода пролива, осим у случају хране богате једноставним шећерима коју треба избегавати. БРАТ дијета (банане, пиринач, пасиране јабуке, тост и чај) се више не препоручује, јер не садржи довољно хранљивих састојака и нема никаквих предности у односу на нормалну исхрану. Неки пробиотици су се показали кориснима за смањење како трајања болести, тако и учесталости столице. Могу такође да буду корисни за превенцију и лечење пролива везаног за употребу антибиотика. Ферментисани млечни производи (попут јогурта) су на сличан начин корисни. Додаци цинка показују ефикасност и у лечењу и у превенцији пролива код деце у земљама у развоју.

### Терапија лековима
Гастроентеритис је обично акутна и самоограничавајућа болест која не захтева терапију лековима. Метоклопрамид и ондансетрон ипак могу бити корисни код деце.
Антибиотици
Антибиотици се обично не примењују код гастроентеритиса, иако се понекад препоручују уколико су симптоми нарочито тешки или ако је издвојен осетљиви бактеријски узрок или се на њега сумња. Уколико ће се употребљавати антибиотици, предност ће имати макролиди (попут азитромицина) у односу на флуорхинолоне, због више стопе отпорности на друго поменуте. Псеудомембранозни колитис, који је обично проузрокован употребом антибиотика, третира се прекидом узрочног агенса и лечењем или метронидазолом или ванкомицином. Бактерије и протозое које су подложне лечењу су шигела, салмонела тифи, и врсте „гиардија“. Код оних, изазваним врстама „гиардија“ или „Ентамебом хистолитика“, препоручује се лечење тинидазолом и даје му се предност над метронидазолом. Светска здравствена организација (СЗО) препоручује употребу антибиотика код мале деце која имају и крвави пролив и температуру.
Антимотилични лекови
Код антимотиличних лекова постоји теоретски ризик проузроковања компликација, и мада је клиничко искуство показало да за то постоји мала вероватноћа, ови лекови се не саветују особама са крвавим проливом или проливом који је праћен температуром. Лоперамид, аналог опиоида, обично се користи за симптоматско лечење пролива. Лоперамид се не препоручује код деце, јер постоји могућност прелажења неразвијене крвно-мождане баријере и да узрокује токсичност. Бизмут субсалицилат, нерастворљив комплекс тровалентног бизмута и салицилата, може да се користи код блажим и умерених случајева, али салицилатна токсичност је теоретски могућа.
Антиеметици
Антиеметички лекови могу бити корисни у борби против повраћања код деце. Ондансетрон у једној дози има неке предности јер се само једном дозом постиже мања потреба за интравенски унос течности и хоспитализацију услед смањења повраћања. Метоклопрамид такође може бити од помоћи.

### Алтернативни лекови
Пробиотици
Неки пробиотици су показали да су корисни у превенцији и лечењу различитих облика гастроентеритиса. Ферментисани производи (као што је јогурт) такође смањују трајање симптома.
Цинк
Светска здравствена организација препоручује да одојчад и деца примају цинк као додатак исхрани до две недеље после почетка гастроентеритиса. У студији из 2009, међутим нису пронађене било какве користи од овог додатка.

## Мере превенције
Број оболелих се може смањити одржавањем хигијене- прањем руку и прикладном термичком обрадом храном. Захваљујући вакцинама против ротавируса између 2000. и 2009. је опао број случајева дијареје изазване ротавирусом у Сједињеним Државама.

### Начин живота
Снабдевање лако доступном неконтаминираном водом и добре санитарне навике су важне за смањење стопе инфекције и клинички значајних гастроентеритиса. Личне мере хигијене, (као што је прање руку) , су показале да смањују инциденцу и преваленцу стопе гастроентеритиса како у земљама у развоју тако и у развијеним земљама за чак 30%. Гелови на бази алкохола такође могу бити ефикасни. Дојење је важно, нарочито у местима са лошом хигијеном, као што је и опште побољшање хигијене. Мајчино млеко смањује и учесталост инфекција и њихово трајање. Избегавање контаминиране хране или пића је такође ефикасно.

### Вакцинација
Године 2009., Светска здравствена организација препоручује, да се због ефикасности и безбедности ротавирусна вакцина понуди свој деци у свету. Постоје две комерцијалне ротавирус вакцине, а још је неколико у развоју. У Африци и Азији ове вакцине смањују тешка обољења код одојчади, а земље, које су успоставиле програме националне имунизације су виделе пад у стопи и тежини болести. Ова вакцина може такође да спречи болест невакцинисане деце смањењем броја циркулишућих инфекција. Од 2000. године, имплементација програма ротавирус вакцинације у Сједињеним Државама је знатно смањила број случајева дијареје, до чак 80 посто. Прву дозу вакцине треба дати одојчади између 6-е и 15-е недеље старости. Нађено је да орална вакцина колере има 50-60% ефикасности у трајању од преко 2 године.

## Компликације
Дехидрација је заједничка компликација свих дијареја. Она може бити погоршана уздржавањем од узимања течности, узимањем сокова или безалкохолних пића. Малапсорпција лактозе, главног шећера у млеку, може се такође јавити. То може погоршати пролив, међутим, то није разлог да се прекине дојење.

## Друштво и култура
Гастроентритис се везује за многе називе из говорног језика укључујући и називе „Монтезумова освета“, „делхијски стомак“, „туриста“, и „трк на задња врата“, и многа друга. Одиграо је улогу у многим војним походима и верује се да је извориште израза „без петље нема славе“.
Гастроентеритис је главни разлог 3,7 милиона посета лекару опште праксе годишње у САД и 3 милиона посета у Француској. За гастроентеритис у целини у Сједињеним Америчким Државама се верује да за резултат има трошкове од 23 милијарде америчких долара годишње а само захваљујући ротавирусу има за резултат предвиђене трошкове од 1 милијарде америчких долара годишње.

## Истраживања у гастроентерологији
Постоји више вакцина против гастроентеритиса које су у развоју. На пример, вакцине против шигеле и ентеротоксичне ешерије коли (ЕТЕК), два водећа бактериолошка узрока гастроентеритиса широм света.

## Ентероколитис код сисара
Гастроентеритис код паса и мачака је узрокован многим истим агенсима као и код људи. Најчешћи организми су: „кампилобактер“, „клостридијум дифициле“, „Клостридијум префригенс“, и „салмонела“. Велики број токсичних биљака такође могу да узрокују симптоме. Неки агенси су много специфичнији за одређене врсте. Заразни коронавирус гастроентритиса (ТГЕВ) се јавља код свиња и има за резултат повраћање, пролив и дехидратацију. Верује се да га дивље птице преносе на свиње и не постоји одређено лечење које је доступно. Не преноси се на људе.